# Кёдан абсолютной свободы

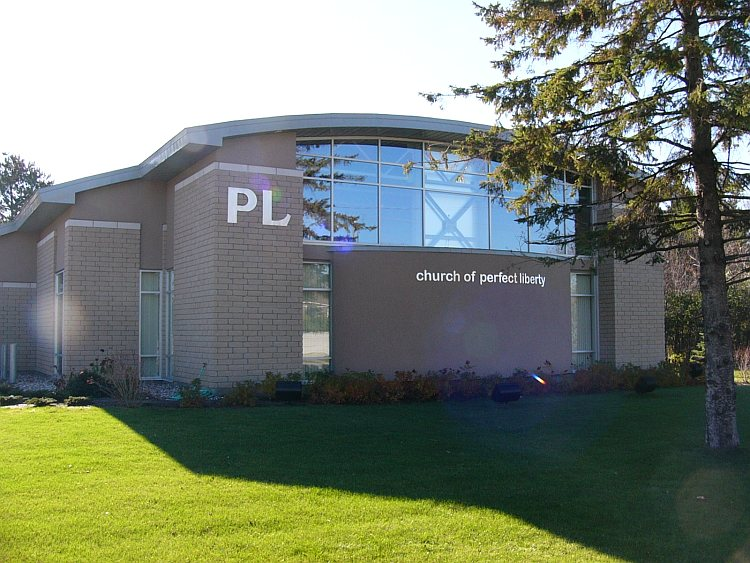
Здание храма PL-Кёдан в г. Оттаве, Канада

PL-Кёдан, или Кёдан абсолютной свободы, или Братство абсолютной свободы — синкретическое новое религиозное движение, основанное на культуре дзэн-буддизма в начале XX века в Японии. Духовным основателем религиозного течения считается член буддийской школы Сингон и учитель синтоистской секты Онтакэ-кё японец Токумицу Канада (1863—1919), который в 1912 году сформулировал основы религии в своём учении Токумицу-кё. В 1924 году священником Дзэн Мики Токухару и его сыном Мики была образована основанная на вероучении организация Дзидзо Токумицу-кё, почитавшая Токумицу как «сокрывшегося предка». В 1931 году название организации было изменено на Хито-но Мити Кёдан. Хотя в 1937 году организация была распущена властями, а её лидеры арестованы и посажены в тюрьму, в 1947 году она воссоздаётся вновь, на этот раз под названием «PL-Кёдан».

## Распространение
Большая часть приходов Кёдана абсолютной свободы расположена в Японии; также есть общины в ряде стран Северной и Южной Америки, Европы (особенно во Франции, Венгрии и Португалии). У организации, по её собственным оценкам, около миллиона последователей.
Штаб-квартира организации вместе с огромным комплексом культовых зданий расположена в городе Тондабаяси (агломерация Осаки). В 1970 году там была возведена 180-метровая «Башня мира», посвящённая «всем погибшим во всех войнах за всю историю человечества».

## Заповеди религии

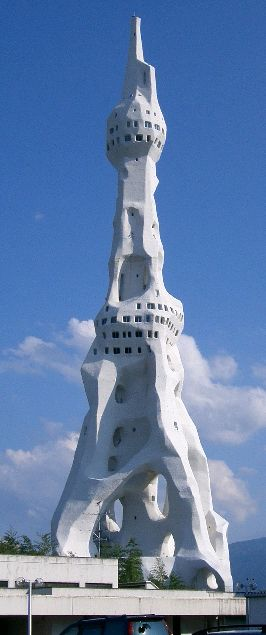
«Башня мира» в г. Тондабаяси, Япония

Религия не имеет своей священной книги, однако исповедует заповеди, которые сформулировал Токутика Мики 29 сентября 1947 года:
- Жизнь есть искусство.
- Вся жизнь человека есть самовыражение.
- Личность есть выражение Бога.
- Мы страдаем, если не выражаем себя.
- Личность теряет своё собственное я под действием чувств и эмоций.
- Личность приобретает своё собственное я, подавляя в себе самолюбие.
- Всё в мире взаимосвязано между собой.
- Живи, излучая свет во всех направлениях, как солнце.
- Все люди равны.
- Старайся добиться взаимного счастья.
- Истинно верь в бога.
- К каждому имени (существу) имеется свой особый путь (назначение).
- У мужчин один путь, у женщин иной.
- Всё для мира во всём мире.
- Всё есть зеркало.
- Всё в мире развивается и совершенствуется.
- Самое главное в жизни - это осмысление.
- В любое мгновение своей жизни человек находится на перекрёстке добра и зла.
- Действуй по интуиции.
- Живи в полном согласии духа и материи.
- Живи в полной свободе.